# Nutricia
A Nutricia, anyatej-helyettesítő, anyatej-kiegészítő és speciális, gyógyászati célra szánt tápszereket és élelmiszereket gyártó és forgalmazó cég. 

### Vállalattörténet
- Alexander Backhaus, a Göttingeni Egyetem professzora elsőként kezdett foglalkozni a modern tejalapú tápszerek fejlesztésével. Az 1800-as évek végétől, az akkor Martinus van der Hagen tulajdonában lévő Zoetermeer-i tejüzem kezdte a tejalapú gyógyászati célú és csecsemőtápszerek gyártását és fejlesztését.
- 1901-ben a vállalat hivatalosan is felveszi a "Nutricia" nevet. (A latin „nutrire” szóból származik, jelentése pedig „táplálni”.)
- 1924-ben a Nutricia kiadta az első, kifejezetten gyermektáplálásról szóló útmutatóját, mely a háziorvosoknak nyújtott segítséget.
- 1986-ban A Nutricia elindítja tanácsadói vonalát, mely mind a mai napig szolgáltat információt egészségügyi szakembereknek és laikusoknak is egyaránt.
- A Nutricia magyarországi képviselete 1992-ben alakul meg, Numil Kft. néven.
- 1999-ben megalakul a Nutricia Otthonápoló Szolgálat Magyarországon, mely gondoskodást nyújt a kórházi kezelés után hazabocsátott szondatáplált betegeknek, hogy saját otthonunkban is szakember felügyelete mellett folytathassák a táplálásterápiát.
- A holland NUtricia által már korábban megvásárolt német MIlupa és brit COw & Gate nevének összevonásával 1998-ban megszületik a Royal Numico.
- A Danone vállalat felvásárolja a Royal Numico-t 2007-ben, ezzel bővítve portfolióját, melynek most már az élelmiszerek mellett az egészséges csecsemőtáplálás és a gyógyászati célra szánt tápszerek/élelmiszerek is részét képezik.

### Nutricia napjainkban
A cég által fejlesztett innovatív termékek támogatják az egészséges növekedést és fejlődést a fogantatást követő első 1000 napban, valamint több jelentős, a világot érintő egészségügyi és táplálásterápiás kihívás kezelésében nyújtanak segítséget, például, daganatos megbetegedések, stroke, időskori elesettség, táplálékallergiák, elmaradt csecsemőkori és gyermekkori növekedés, ritka anyagcsere-betegségek stb.
A Nutricia megalapítása óta elkötelezett a táplálás és a táplálásterápia iránt. Az ELN (Early Life Nutrition) és az AMN (Advanced Medical Nutrition) divíziók összeolvadásával 2019-ben, a Nutricia Specialized Nutrition (SN) termékválasztéka immár kielégíti mind az egészséges csecsemők és kisdedek, mind a speciális tápanyagszükségletű betegek igényeit egészen az időskorig.